# Pascal Dupraz
Pascal Dupraz (Annemasse, 19 settembre 1962) è un allenatore di calcio ed ex calciatore francese, di ruolo attaccante.

## Carriera

### Giocatore
Nella stagione 1980-1981 fa il suo esordio in Division 1 (la massima serie francese) con il Sochaux, con cui disputa 4 partite senza mai segnare. L'anno seguente milita invece in seconda serie con il CS Thonon, dove segna i suoi primi 5 gol in carriera a livello professionistico in 27 partite. Gioca poi quattro campionati consecutivi in Division 1 con il neopromosso Brest, dove segna in tutto 13 gol in 70 presenze nell'arco del quadriennio, le sue due migliori annate dal punto di vista realizzativo sono la 1983-1984 e la 1984-1985, nelle quali segna 6 gol ciascuna. Successivamente segna 3 gol in 31 presenze in Ligue 2 con il Mulhouse ed un gol in 28 partite spalmate su due campionati di massima serie con il Tolone; gioca in seconda serie dal 1989 al 1991 con il Gueugnon, con cui totalizza 39 presenze e 3 gol. Chiude la carriera nel 2000 dopo aver giocato per nove stagioni consecutive a livello dilettantistico con il Gaillard.

### Allenatore
Dal 1991 al 2000 allena il Gaillard, squadra in cui gioca anche come attaccante; dal 2000 al 2003 rimane invece solo come allenatore della squadra, alla cui guida centra una promozione nella quarta serie francese al termine della stagione 2001-2002. Dal 2003 al 2006 siede sulla panchina del Croix de Savoie 74, nuovo nome assunto dal Gaillard dopo la fusione con un'altra società dilettantistica, al primo anno con la nuova denominazione grazie ad un terzo posto in campionato ottiene la promozione nella terza serie francese, categoria in cui allena fino al termine della stagione 2005-2006, chiusa con una retrocessione in quarta serie che gli costa il licenziamento. Nell'estate del 2006 la società si fonde con il Olympique Thonon-Chablais assumendo la denominazione di Olympique Croix-de-Savoie 74, che nell'estate del 2009 verrà modificata nell'attuale Évian Thonon Gaillard Football Club. Dupraz nella stagione 2006-2007 rimane inattivo, ma dall'estate del 2007 torna a guidare l'Evian Thonon: al primo anno vince la CFA (quarta serie francese), mentre nella stagione 2008-2009 ottiene un quinto posto in classifica in terza serie. In estate perde nuovamente il posto, che ritrova nella parte finale della stagione 2009-2010, chiusa al terzo posto in classifica con conseguente prima storica promozione della società in Ligue 2, la seconda serie francese. Dupraz non viene però riconfermato, anche se a partire dalla quinta giornata della stagione 2012-2013 viene nuovamente assunto dall'Evian, nel frattempo promosso in Ligue 1. Al suo primo anno ottiene un sedicesimo posto in classifica, e dopo il quattordicesimo posto della stagione 2013-2014 viene riconfermato anche per la stagione 2014-2015.
Il 2 marzo 2016 subentra sulla panchina del Tolosa, squadra di Ligue 1, salvandola da un'eliminazione certa all'ultima giornata di campionato. Negli anni seguenti allena anche Caen e Saint-Étienne.

## Palmarès

### Allenatore

#### Competizioni nazionali
- CFA 2: 1

Gailalrd: 2001-2002
- CFA: 1

Evian: 2007-2008